# يودا (نارا)
مدينة يودا (بالإنجليزية: Uda)‏ هي أحد المدن التابعة لمحافظة نارا. تأسست رسميًا في 01/01/2006. ويقدر عدد سكانها بـ 35895 نسمة حسب تقدير مكتب الإحصاء الياباني لعام 2012. تبلغ مساحة يودا 247.62 كم2. بكثافة سكانية تبلغ 145 نسمة/كم2.

## المناخ
يظهر الجدول التالي التغييرات المناخية على مدار السنة ليودا:
| البيانات المناخية لـيودا                  | البيانات المناخية لـيودا | البيانات المناخية لـيودا | البيانات المناخية لـيودا | البيانات المناخية لـيودا | البيانات المناخية لـيودا | البيانات المناخية لـيودا | البيانات المناخية لـيودا | البيانات المناخية لـيودا | البيانات المناخية لـيودا | البيانات المناخية لـيودا | البيانات المناخية لـيودا | البيانات المناخية لـيودا | البيانات المناخية لـيودا |
| الشهر                                     | يناير                    | فبراير                   | مارس                     | أبريل                    | مايو                     | يونيو                    | يوليو                    | أغسطس                    | سبتمبر                   | أكتوبر                   | نوفمبر                   | ديسمبر                   | المعدل السنوي            |
| ----------------------------------------- | ------------------------ | ------------------------ | ------------------------ | ------------------------ | ------------------------ | ------------------------ | ------------------------ | ------------------------ | ------------------------ | ------------------------ | ------------------------ | ------------------------ | ------------------------ |
| الدرجة القصوى °م (°ف)                     | 18.2 (64.8)              | 21.5 (70.7)              | 23.4 (74.1)              | 28.8 (83.8)              | 31.9 (89.4)              | 33.6 (92.5)              | 35.4 (95.7)              | 36.3 (97.3)              | 35.1 (95.2)              | 30.6 (87.1)              | 25.7 (78.3)              | 23.7 (74.7)              | 36.3 (97.3)              |
| متوسط درجة الحرارة الكبرى °م (°ف)         | 6.8 (44.2)               | 7.7 (45.9)               | 11.7 (53.1)              | 18.1 (64.6)              | 22.6 (72.7)              | 25.7 (78.3)              | 29.3 (84.7)              | 30.6 (87.1)              | 26.6 (79.9)              | 20.5 (68.9)              | 15.0 (59.0)              | 9.6 (49.3)               | 18.7 (65.7)              |
| المتوسط اليومي °م (°ف)                    | 1.9 (35.4)               | 2.4 (36.3)               | 5.6 (42.1)               | 11.3 (52.3)              | 16.2 (61.2)              | 20.2 (68.4)              | 24.0 (75.2)              | 24.7 (76.5)              | 21.0 (69.8)              | 14.6 (58.3)              | 9.0 (48.2)               | 4.0 (39.2)               | 12.9 (55.2)              |
| متوسط درجة الحرارة الصغرى °م (°ف)         | −2.4 (27.7)              | −2.4 (27.7)              | −0.1 (31.8)              | 4.6 (40.3)               | 10.1 (50.2)              | 15.4 (59.7)              | 19.7 (67.5)              | 20.1 (68.2)              | 16.5 (61.7)              | 9.4 (48.9)               | 3.6 (38.5)               | −0.8 (30.6)              | 8.7 (47.7)               |
| أدنى درجة حرارة °م (°ف)                   | −8.7 (16.3)              | −9.3 (15.3)              | −6.8 (19.8)              | −4.3 (24.3)              | −0.5 (31.1)              | 5.3 (41.5)               | 11.3 (52.3)              | 11.8 (53.2)              | 5.5 (41.9)               | −1.1 (30.0)              | −4.3 (24.3)              | −8.7 (16.3)              | −9.3 (15.3)              |
| الهطول مم (إنش)                           | 59.9 (2.36)              | 70.2 (2.76)              | 108.6 (4.28)             | 105.0 (4.13)             | 144.9 (5.70)             | 198.5 (7.81)             | 187.2 (7.37)             | 136.6 (5.38)             | 182.9 (7.20)             | 133.3 (5.25)             | 87.2 (3.43)              | 57.5 (2.26)              | 1٬469٫3 (57.85)          |
| ساعات سطوع الشمس الشهرية                  | 96.2                     | 106.6                    | 135.2                    | 150.1                    | 159.2                    | 123.8                    | 145.1                    | 154.7                    | 112.8                    | 113.1                    | 105.6                    | 100.3                    | 1٬504٫8                  |
| المصدر #1: وكالة الأرصاد الجوية اليابانية |                          |                          |                          |                          |                          |                          |                          |                          |                          |                          |                          |                          |                          |
| المصدر #2: Japan Meteorological Agency    |                          |                          |                          |                          |                          |                          |                          |                          |                          |                          |                          |                          |                          |